# Kirtsaeng contro John Wiley & Sons
Kirtsaeng contro John Wiley & Sons è stato un caso di diritto d'autore della Corte suprema degli Stati Uniti d'America che ha contribuito a rimarcare che il principio di esaurimento comunitario si applica alle copie di opere protette da copyright legalmente realizzate all'estero.

## Contesto
Nel 2008 la casa editrice statunitense John Wiley & Sons fece causa ad un cittadino thailandese, Supap Kirtsaeng, dopo che questi aveva iniziato a rivendere (con l'alias Bluechristine99) dei libri di testo in edizione straniera realizzati al di fuori degli Stati Uniti e contrassegnati per la vendita esclusivamente all'estero, generando utili per circa 1,2 milioni di dollari.
Nel 1997 Kirtsaeng iniziò a frequentare la facoltà di Matematica alla Cornell University e si accorse che i libri editi dalla Wiley erano considerevolmente più costosi da acquistare negli Stati Uniti che nel suo paese d'origine, pertanto chiese ai suoi parenti dalla Thailandia di acquistare tali libri a casa e di spedirglieli per venderli negli Stati Uniti.
La Wiley vinse i primi due gradi di giudizio tuttavia Kirtsaeng si appellò alla Corte suprema degli Stati Uniti d'America che gli accordò un certiorari il 16 aprile 2012. Il processo, invece, ebbe inizio il 29 ottobre 2012

## Sentenza
Il 19 marzo 2013 la corte ribaltò (6-3) l'esito dei primi due gradi di giudizio e diede ragione a Kirtsaeng affermando che il principio di esaurimento comunitario si applica ai beni fabbricati al di fuori degli Stati Uniti e le protezioni e le eccezioni offerte dal Copyright Act del 1976 alle opere "lecitamente realizzate con questo titolo" non sono limitate dalla geografia. Piuttosto, si applica a tutte le copie legalmente fatte ovunque, non solo negli Stati Uniti, in conformità con la legge sul copyright degli Stati Uniti. Pertanto, ogni volta che una copia di un libro venga prodotta e venduta per la prima volta, può essere poi rivenduta negli Stati Uniti senza il permesso dell'editore.